# Псевдомалахит
Псевдомалахит — минерал, фосфат меди с гидроксилом. Название получил из-за схожести с малахитом, от которого отличается составом и синеватым оттенком. Впервые псевдомалахит описан И. Ф. Л. Гаусманном  в 1813 году.

## Термин
Синонимы:
- Тагилит (tagilite) — описан из Нижне-Тагильского горного округа в 1846 году[3]
- Устаревшие названия - синонимы: фосфорохальцит, дигидрит (dihydrite), элит (ehlit) и частично луннит[4].

## Состав и свойства
Относится к группе псевдомалахита-арсеноклазита из класса «Фосфаты, арсенаты и ванадаты».

## Формы нахождения

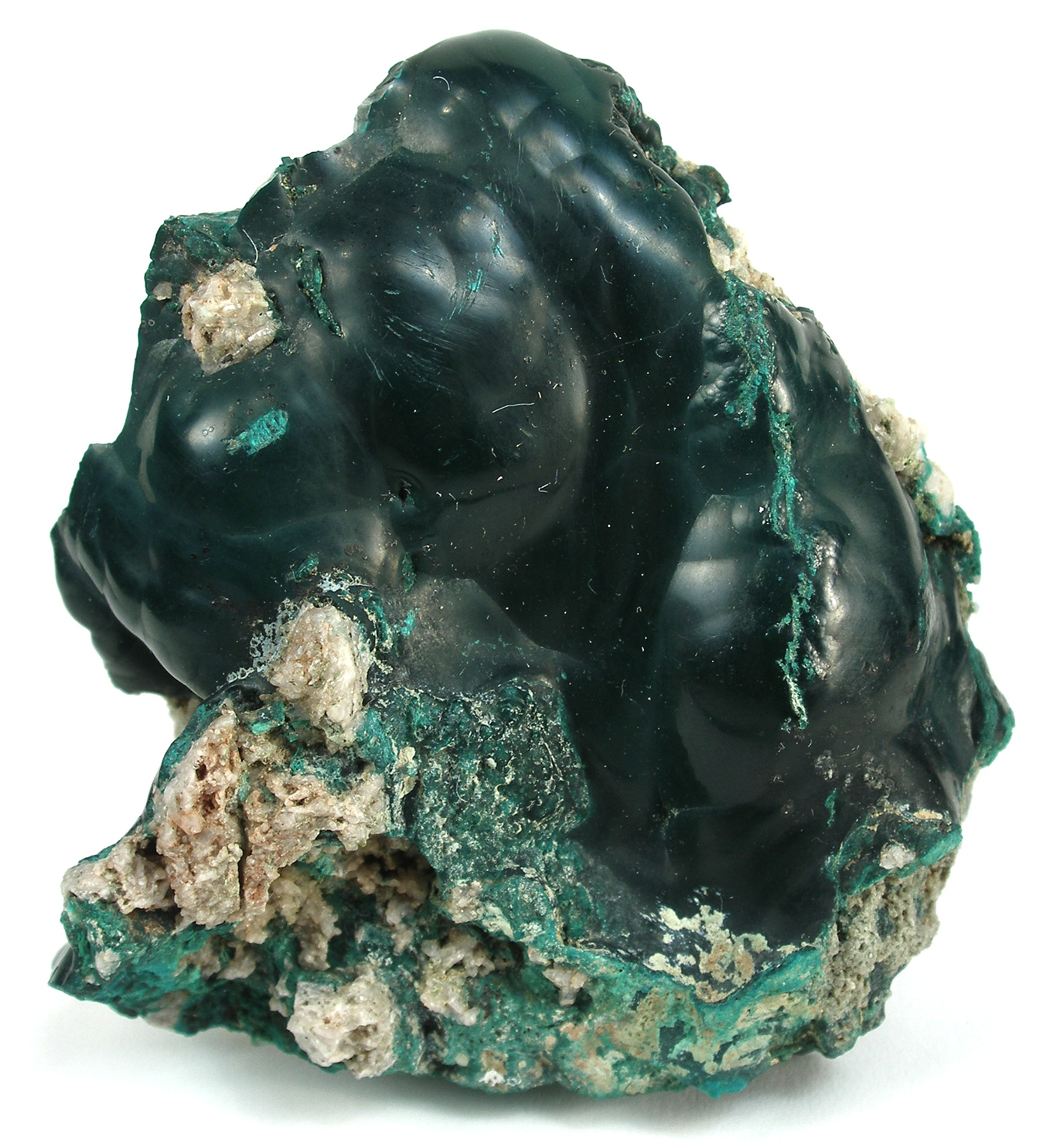
Одна из форм псевдомалахита

Формы нахождения псевдомалахита в природе так же разнообразны, как и обычного малахита. Кристаллы мелки и очень редки.

## Происхождение и месторождения
Относительно редкий минерал близповерхностных зон окисления меднорудных месторождений, где встречается в ассоциациях с малахитом, хризоколлой, кварцем, лимонитом.
Встречается на Урале (Меднорудянское, Надеждинский рудник, Нижний Тагил) и в Казахстане (Джезказган), в медных месторождениях.